# Эндр (река)
Эндр (фр. Indre) — река в центре Франции, левый приток Луары.
Берёт начало в районе коммуны Сен-Приест-ла-Марш. Течёт в северо-западном направлении по территории департаментов Эндр и Эндр и Луара. Впадает в Луару севернее коммуны Авуан.
Длина 279,4 км средний расход воды 18,7 м²/с (Линьер-де-Турен). Площадь водосборного бассейна — 3280 км².
Основным притоком является река Эндруа.